# Standard (borsa)
Lo Standard era un segmento della Borsa Italiana.
Sullo Standard erano quotate le aziende con capitalizzazione azionaria tra i 40 milioni di euro e 1 miliardo di euro. Non erano richiesti particolari requisiti, a differenza di quanto avviene per il segmento Star.
In seguito alla fusione tra Borsa Italiana e London Stock Exchange, è stato sostituito dall'indice FTSE Italia Small Cap e fino al 17 giugno 2016, prima che venisse revocato, anche dal FTSE Italia Micro Cap. 